# Cardiochiles gwenae
Cardiochiles gwenae är en stekelart som beskrevs av Paul C. Dangerfield och Austin 1995. Cardiochiles gwenae ingår i släktet Cardiochiles och familjen bracksteklar. Inga underarter finns listade.